# Archive
Archive es el nombre de un grupo musical británico, cuya música se expande entre el trip hop y rock progresivo, formado en 1994 en Londres. En sus treinta años de historia, la banda ha lanzado diez álbumes.

## Historia
Archive fue creado por los músicos Darius Keeler y Danny Griffiths en 1994, partiendo de la disuelta banda Genocide 2, a los que se unieron la vocalista Roya Arab y el rapero Rosko John para crear su primer álbum "Londinium", editado por Island Records en 1996.
Entonces su estilo fue identificado con el Dark Trip Hop, el rap y el rock alternativo, estilos en los que por entonces destacaba en el panorama británico la banda de referencia Massive Attack. Tras la edición de "Londinium", Arab y Rosko se separaron del grupo en 1995 a pesar de la buena acogida de la crítica.
En 1997 Darius y Danny refundaron Archive junto con una nueva vocalista, Suzanne Wooder y juntos crearon su segundo álbum en 1999 "Take My Head", esta vez su estilo evolucionaría hacia una combinación de Trip hop, sinfónico y pop, mucho más melódico que su predecesor.
A su segundo álbum les seguirían otros tres entre 1999 y 2005, a los que se añadió su trabajo para la banda sonora del film francés Michel Vaillant del director Luc Besson, en los que un nuevo vocalista Craig Walker, procedente del grupo de punk irlandés Power of Dreams, con quien el grupo ganaría mayor popularidad y aclamación, especialmente en Francia y Polonia. En este periodo el estilo musical de Archive demostró un progresivo alejamiento de sus raíces en la música electrónica y el Trip hop hacia la afirmación de un rock progresivo, en la estela de grandes grupos como Pink Floyd, Mogwai o The Secret Machines.
Desde 2004, se harían patentes nuevas disensiones en el seno del grupo que llevaron a un distanciamiento de Craig Walker y a su ausencia en la gira de noviembre de ese año. En una entrevista concedida a la cadena de televisión Arte, Darius y Danny confirmaron la baja de Walker, quien seguiría no obstante colaborando en la creación del grupo de manera puntual.
En mayo de 2006, Archive editó un nuevo álbum con el título de "Lights" e incorporó como nuevos miembros al cantante Dave Pen y a Pollard Berrier, procedente del colectivo alemán Bauchklang. Según algunos críticos, el álbum recupera el sonido Trip hop enriquecido por sonidos digitales más poderosos. En "Lights", Maria Q canta en tres canciones. Desde la producción de este disco, la banda se convierte en un "colectivo" de artistas individuales que colaboran a lo que ahora es un sonido definido de la banda.
En 2010 Keeler y Griffiths han producido 3 canciones por el álbum Bleu noir da la cantante francesa Mylène Farmer: las canciones son Light me up, Leila y Diabolique mon ange.
En mayo de 2012, la banda anunció en su página web que su octavo álbum "With us until you're dead" se lanzará el 27 de agosto de ese año. En noviembre de 2013, la banda anunció detalles de su proyecto más ambicioso hasta la fecha, un cortometraje de cuarenta minutos con la música de lo que sería su noveno álbum, "Axiom", el cual se lanzó el 26 de mayo de 2014. En octubre de 2014, Archive anunció que su siguiente álbum será lanzado el 12 de enero de 2015, el cual se llamaría "Restriction".
En 2013 la canción "Bullets" del grupo fue usada como tema principal en el tráiler de anuncio de Cyberpunk 2077, el próximo proyecto de CD Projekt RED luego del multipremiado The Witcher 3: Wild Hunt.
En noviembre de 2016, sacaron nuevo disco "The False foundation".

## Miembros

### Formación actual
- Darius Keeler - composición de canciones, sintetizador, piano, programación, arreglos
- Danny Griffiths - composición de canciones, sintetizador, muestras, programación, arreglos
- Pollard Berrier - composición, voz, guitarra, programación, arreglos
- David Pen - composición, voz, guitarra
- María Q - voz
- Holly Martin - voz
- Steve Harris - guitarra, coros
- Jonathan Noyce - bass
- Steve ("la amenaza") Davis - bajo
- Smiley / Steve Barnard - tambores
- Mickey Hurcombe - guitarra, teclas
- Tom Brazelle - armónica

### Los miembros anteriores
- Craig Walker - composición, voz, guitarra
- Rosko John - composición de canciones, voces, MC
- Matheu Martin - tambores
- Suzanne de Wooder - voz
- Roya árabe - composición y voz
- Lee Pomeroy - bajo
- Mickey Hurcombe - guitarra, composición de canciones
- Dale Davis - bajo

## Discografía
- Londinium (1996)
- Take My Head (1999)
- You All Look The Same To Me (2002)
- Michel Vaillant (Banda sonora del film[3]) (2003)
- Noise (2004)
- Unplugged (2005)
- Lights (2006)
- Controlling Crowds (2009)
- With Us Until You're Dead (2012)
- Axiom (2013)
- Restriction (2015)
- The False foundation (2016)
- Call to Arms and Angels (2022)

Live at the Zenith (2007) Cd + DVD